# Муравицкий, Лука Захарович
Лука́ Заха́рович Мурави́цкий (бел. Лука Захаравіч Муравіцкі; 31 декабря 1916, Минская область, Российская империя — 30 ноября 1941, Ленинградская область) — участник Великой Отечественной войны, лётчик 29-го истребительного авиационного полка 31-й смешанной авиационной дивизии Ленинградского фронта, старший лейтенант. Герой Советского Союза.

## Биография
Родился 31 декабря 1916 года в деревне Долгое, ныне Старобинский сельсовет Солигорского района Минской области, в семье крестьянина, где было восемь детей. Белорус.
Окончил 6 классов. В 1932 году переехал в Москву, где окончил школу ФЗУ. После окончания школы работал слесарем на заводе. Выпускник аэроклуба.
В Красной Армии с 1937 года. Окончил Борисоглебскую военную школу лётчиков в 1939 году. Член ВКП(б)с 1938 года. Служил на Дальнем Востоке, потом в Московском военном округе.
Участник Великой Отечественной войны с июля 1941 года. Воевать старший лейтенант Муравицкий начал в составе 29-го истребительного авиационного полка Московского военного округа на истребителе И-153. Воевал на Западном фронте. Затем был переброшен на Ленинградский фронт. Обороняя Ленинград, сбил лично 3 и в группе 9 самолётов. 3 сентября 1941 года на самолёте И-16 таранил воздушного разведчика противника. Совершил посадку на повреждённом самолёте.
22 октября 1941 года за мужество и отвагу, проявленные в боях с врагами на Западной фронте, ему было присвоено звание Героя Советского Союза.
30 ноября 1941 года командир звена 29-го истребительного авиационного полка старший лейтенант Муравицкий погиб в неравном воздушном бою на подступах к Ленинграду.
Всего сбил 10 и в группе 37 самолётов противника.
Похоронен в деревне Капитолово (Всеволожский район Ленинградской области) на территории в/ч 15696.

## Награды
- Указом Президиума Верховного Совета СССР от 22 октября 1941 года за образцовое выполнение боевых заданий командования на фронте борьбы с немецко-фашистскими захватчиками и проявленные при этом мужество и героизм старшему лейтенанту Муравицкому Луке Захаровичу присвоено звание Героя Советского Союза.
- Орден Ленина.

## Память
- Именем Героя названы улицы в деревне Долгое (Минская область) и деревне Капитолово (Ленинградская область), где он похоронен.

## Интересный факт
- На каждом своём самолёте Лука Муравицкий белой краской выводил по фюзеляжу надпись: «За Аню»[4]. Анна Полева — его любимая девушка, училась в аэроклубе, вместе работали на Метрострое, но разбилась, прыгая с самолёта. Её парашют не раскрылся…[5].